# Emma Irene Åström

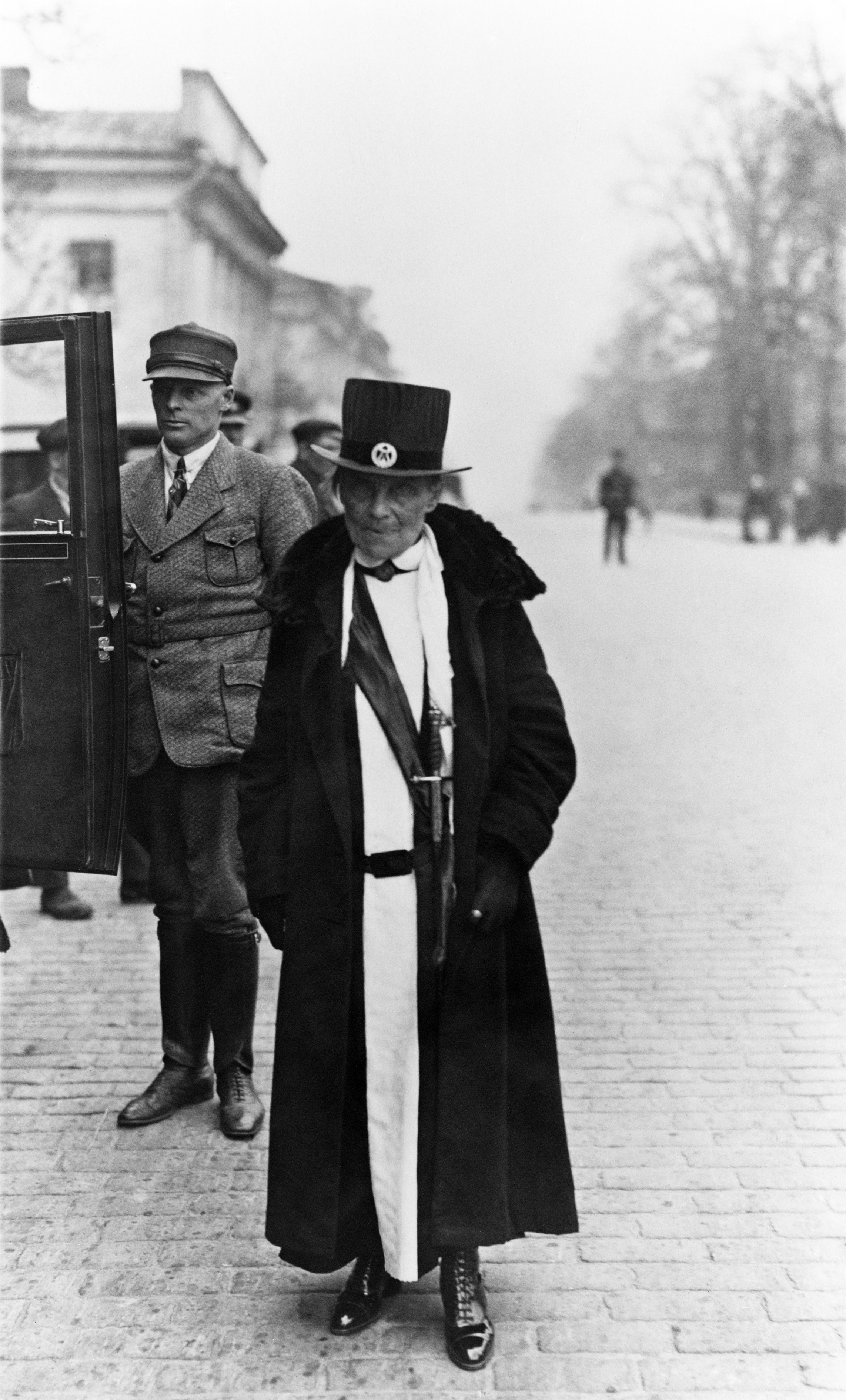
Emma Irene Åström som hedersdoktor år 1927.

Emma Irene Åström, född 27 april 1847 i Tövsala, död 3 juli 1934 i Ekenäs, var en finländsk lärare. Hon var den första kvinnan i Finland att avlägga filosofie magisterexamen.
Åström var dotter till lantmätaren Karl Åström och Justina Jakobsson. Hon utexaminerades 1869 från Jyväskylä seminarium, där hon studerat under Uno Cygnaeus ledning. År 1872 blev hon den andra kvinnan i Finland att avlägga studentexamen och antogs – efter att ha erhållit dispens från tsaren – som första kvinna vid Helsingfors universitet. Faderns död 1874 tvingade henne att avbryta studierna och under två år undervisa vid Ekenäs seminarium för att försörja familjen. Hon blev färdig filosofie magister 1882. Zacharias Topelius och Adelaïde Ehrnrooth skrev dikter till hennes ära.
Hon verkade som lärare i olika skolor i Jyväskylä, Ekenäs och Helsingfors till 1886, då hon utnämndes till lektor i historia, svenska och finska vid Ekenäs seminarium. År 1913 gick hon i pension, men hon fortsatte arbeta som lärare även därefter i ytterligare ett tiotal år i Ekenäs.
Hon utnämndes 1927, åter som första kvinna, till hedersdoktor vid Helsingfors universitets filosofiska fakultet.[källa behövs] 1934 utkom memoarboken Mitt liv och mina vänner.

### Webbsidor
- Åström, Emma Irene i Uppslagsverket Finland (webbupplaga, 2012). CC-BY-SA 4.0